# Oktoda

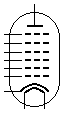
Symbol oktody

Oktoda – lampa próżniowa zawierająca zgodnie z nazwą osiem elektrod – anodę, katodę oraz sześć siatek. Siatka pierwsza i czwarta jest siatką sterującą, siatka druga jest siatką specjalną, siatki trzecia i piąta to siatki ekranujące (ich znaczenie jest identyczne jak siatki drugiej w tetrodzie) a siatka szósta to siatka hamująca.
Oktoda jest lampą specjalnie zaprojektowaną do budowy mieszaczy – uproszczony schemat mieszacza na oktodzie widoczny jest po lewej stronie. Siatka pierwsza wraz z siatką drugą tworzy triodę oscylacyjną ma być generatorem lokalnym – heterodyną, siatka druga oktody pełni funkcję anody. Ponieważ jednak jest siatką, a nie jednolitą powierzchnią, to większość docierającego do niej strumienia elektronowego przez nią przechodzi i dolatuje do dalszych elektrod, ale ponieważ siatka pierwsza i druga są dołączone do układu generatora strumień ten jest zmodulowany częstotliwością generatora.

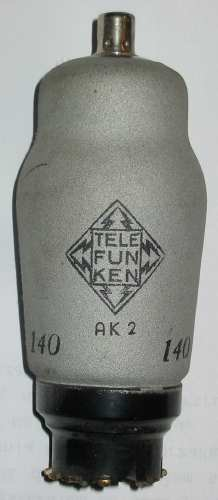
Oktoda AK-2

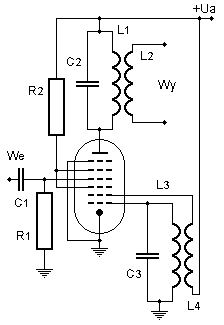
Mieszacz na oktodzie

Następna w kolejności siatka – siatka trzecia podłączona jest do stałego dodatniego napięcia i ekranuje od siebie siatkę drugą (anodę oscylatora) od siatki czwartej – drugiej siatki sterującej. Analogicznie działa siatka piąta – on izoluje od siebie drugą siatkę sterującą od anody.
Sygnał wejściowy doprowadzony jest do drugiej siatki sterującej – siatki czwartej oktody. Jej zasada działania jest identyczna jak w przypadku siatki trzeciej w heksodzie – zmienia rozpływ prądu pomiędzy siatkę trzecią a anodę – ostatecznie strumień elektronów mijający siatkę czwartą jest zmodulowany podwójnie – sygnałem wejściowym i sygnałem z generatora.
Ostatnią siatką jest siatka szósta – jest to siatka hamująca elektrony wtórne z anody podążające z powrotem do siatki piątej – działa identycznie jak siatka trzecia w pentodzie.
W europejskim systemie oznaczeń lamp oktody mają symbol K.